# 錦水縣
锦水县（越南语：／）是越南清化省下辖的一个县。面积425.03平方公里，2009年总人口113580人。

## 地理
锦水县距离省莅清化市70公里。西北接伯烁县，东北接石城县，东南接永禄县和安定县，西南接玉勒县。

## 历史
2019年10月16日，锦山社、锦丰社和锦水市镇合并为丰山市镇，福由社全部区域和锦云社部分区域并入锦新社。

## 行政区划
锦水县下辖1市镇16社，县莅丰山市镇。
- 丰山市镇（Thị trấn Phong Sơn）
- 锦平社（Xã Cẩm Bình）
- 锦洲社（Xã Cẩm Châu）
- 锦江社（Xã Cẩm Giang）
- 锦连社（Xã Cẩm Liên）
- 锦隆社（Xã Cẩm Long）
- 锦良社（Xã Cẩm Lương）
- 锦玉社（Xã Cẩm Ngọc）
- 锦富社（Xã Cẩm Phú）
- 锦贵社（Xã Cẩm Quý）
- 锦心社（Xã Cẩm Tâm）
- 锦新社（Xã Cẩm Tân）
- 锦石社（Xã Cẩm Thạch）
- 锦城社（Xã Cẩm Thành）
- 锦秀社（Xã Cẩm Tú）
- 锦云社（Xã Cẩm Vân）
- 锦安社（Xã Cẩm Yên）

## 民族
锦水县民族有芒族、京族、瑶族等。

## 气候
锦水县气候属热带季风气候，地形为西北-东南地区海拔200-400米，平均坡度25-30°。

## 环境
锦水县有稀有动植物，其中鱼类品种丰富。